# Microcerculus philomela
Microcerculus philomela là một loài chim trong họ Troglodytidae.